# رونالد إتش غريفيث
رونالد إتش غريفيث (بالإنجليزية: Ronald H. Griffith)‏ هو عسكري أمريكي، ولد في 16 مارس 1936 في لافاييت في الولايات المتحدة، وتوفي في 18 يوليو 2018 في مقاطعة أرلنغتون في الولايات المتحدة.